# Рибат

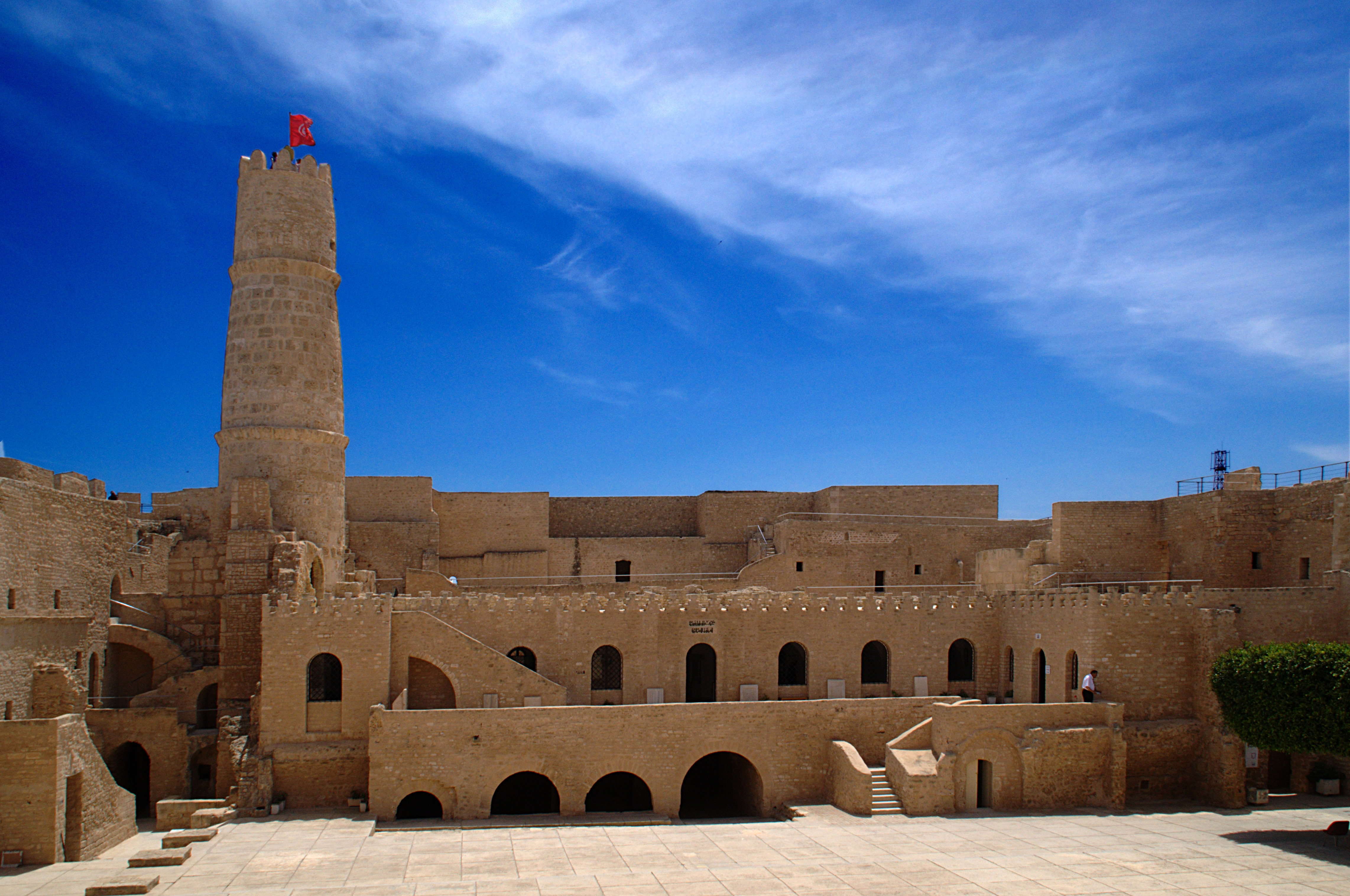
Рибат в Монастире.

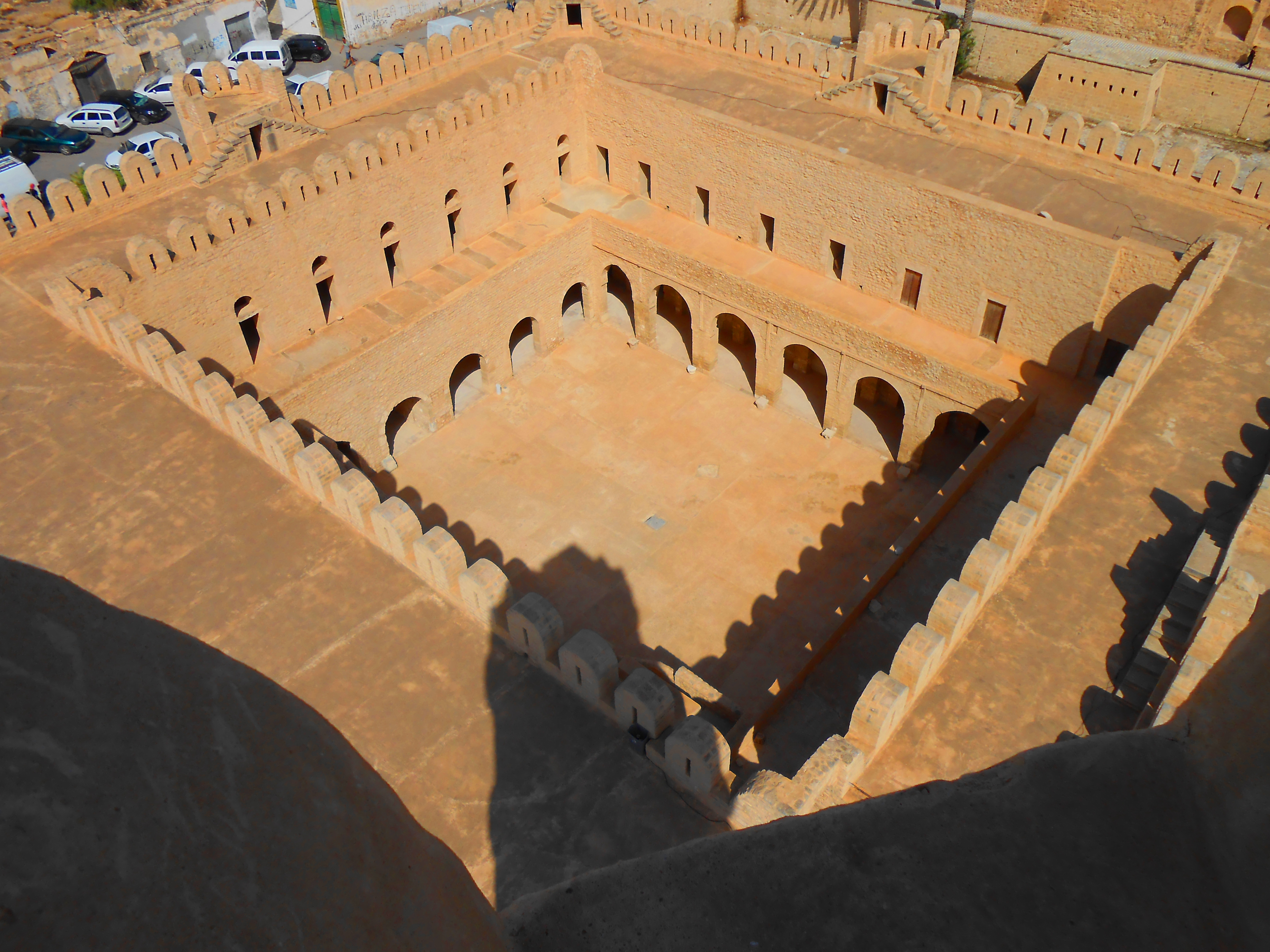
Рибат в Сусе.

Понятие риба́т (от араб. رباط‎ —  гостиница‎) первоначально означало сторожевой дом или укрепление, каких немало было во многих местах на границах области ислама для их защиты. Позднее подобные сооружения использовались для защиты коммуникаций и служили центрами суфийской мистической культуры.

## Суфизм

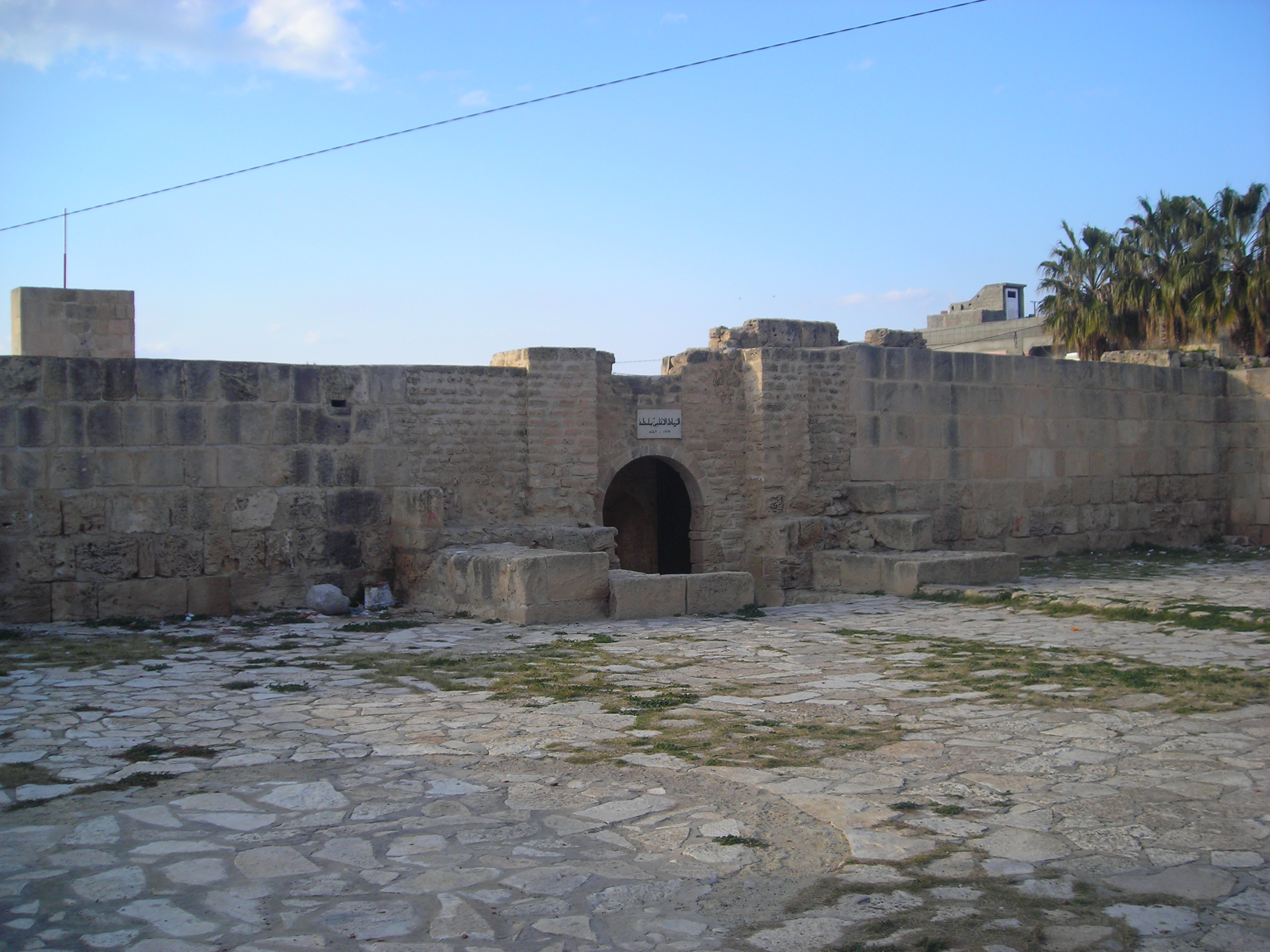
Рибат в Ламтее.

В рибатах проводились первые собрания суфиев, которые занимались не только богослужением, но и были самоотверженными воинами. Считается, что первый рибат был основан в 767 году в Абадане Абдуль-Вахидом ибн Зейдом. По другим данным — в IX веке в Рамле в честь куфийца Абу Хашима.
Практика собраний в рибатах распространилась во многих регионах исламского мира. Известно, что Абу Исхак аль-Казаруни основал в Иране 65 рибатов. Жители рибатов принимали активное участие в обороне исламских территорий от внешней агрессии крестоносцев, индийских язычников и испанской Реконкисты.